# Alexia Mupende
Alexia Uwera Mupende (17 tháng 11 năm 1984 – 8 tháng 1 năm 2019) là một người mẫu, diễn viên và chuyên gia thể hình người Rwanda, vào thời điểm bà qua đời, là Tổng Giám đốc tại Waka Fitness, ở Kigali, thủ đô của Rwanda.

## Hoàn cảnh và giáo dục
Alexia Uwera sinh ra ở Kenya. Cô theo học tại trường ở Uganda, lấy chứng chỉ O-Level từ trường Namasagali ở quận Kamuli. Cô tiếp tục lấy bằng tốt nghiệp trung học của mình từ trường St. Lawrence College, ở khu vực miền trung của Uganda. Sau đó, cô chuyển đến Rwanda, nơi cô tốt nghiệp với bằng Cử nhân Công nghệ thông tin từ Đại học Rwanda.

## Sự nghiệp
Alexia Mupende là một người mẫu quốc tế, người đã đại diện cho đất nước của cô, Rwanda, tại các sự kiện thời trang ở Kampala, Uganda, Geneva, Thụy Sĩ, Dubai, Các Tiểu vương quốc Ả Rập Thống nhất, Colombo, Sri Lanka và Mumbai, Ấn Độ. Để bổ sung thu nhập cho người mẫu, cô là tổng giám đốc của Waka Fitness, một câu lạc bộ thể hình ở thành phố Kigali.

## Qua đời
Vào tối thứ ba, ngày 8 tháng 1 năm 2019, thi thể của Alexia Uwera Mupende đã được tìm thấy trong một trong những phòng ngủ tại nhà của cha cô ở Nyarugunga sector, quận Kicukiro, ngoại ô thành phố Kigali. Cô đã bị đâm nhiều nhát.
Các quan chức an ninh Rumani tuyên bố rằng họ đang tìm kiếm Antoine Niyireba, 23 tuổi, là một công nhân nội địa tại nhà của cha mẹ của người quá cố. Anh ta là nghi phạm chính trong vụ giết người.

## Những ý kiến khác
Vào thời điểm qua đời, cô đã đính hôn để kết hôn vào tháng 2 năm 2019, và những lời mời cho đám cưới đã được phát hành.